# Џена Џејмсон
Џенифер Мари Масоли (енгл. Jennifer Marie Massoli; Лас Вегас, 9. април 1974), познатија као Џена Џејмсон (енгл. Jenna Jameson), америчка је порнографска глумица. Названа је најпознатијом порно звездом и „Краљицом порнића“.
У порно индустрији је почела да ради од 1993. године, а пре тога је радила као стриптизета и гламур модел. Већ 1996. године, освојила је награду „Најбоља нова глумица“ од све три организације које додељују награде у области филмова за одрасле. Освојила је више од 20 награда и примљена је у кућу славних X-Rated Critics Organization (XRCO) и Adult Video News (AVN) — који се често назива порно Оскар.
Џена је 2000. године основала предузеће ClubJenna са Џејем Грдином, за кога се касније удала и недуго затим развела. Филм Briana Loves Jenna је на додели AVN награде 2003. проглашен за најпродаванији и најбољи порнографски филм за 2002. годину. До 2005. године, ClubJenna имао је приход од 30 милиона америчких долара.
Такође је фотографисана у најпознатијим часописима за мушкарце као што су Плејбој, Пентхаус и Хаслер. Прва је порно звезда која је добила своју воштану фигуру у музеју Мадам Тисо. На Плејбој телевизији се емитовао ријалити шоу Jenna's American Sex Star где се порно звезде такмиче за уговор са њеном продуцентском кућом .
Објавила је књигу 2004. године, аутобиографију под називом How to Make Love Like a Porn Star: A Cautionary Tale, која је била шест недеља на Њујорк тајмсовој листи бестселер књига.
Џејмсонова је глумила у мејнстрим филмовима и појављивала се у серијама које немају везе са порно-филмовима, почевши са мањом улогом 1997. године у филму Private Parts.
На додели АВН награде за 2008. годину најавила је повлачење из порнографије, наводећи да се никада неће вратити. Међутим наставља каријеру у индустрији за одрасле новембра 2013. године.

## Биографија

### Детињство и младост
Џена Мари Масоли рођена је у Лас Вегасу, Невада. Отац Лоренс Хенри Масоли, био је полицајац у Лас Вегасу и програмски директор у фирми KSNV-DT. Њена мајка, Џудит Брук Хант је била играчица. Мајка јој је умрла од меланома, 20. фебруара 1976. године, два месеца пре другог рођендана њене ћерке. Има старијег брата, који се зове Тони. Њен деда по оцу био је италијанског порекла, а поред италијанског још има енглеско, немачко и ирско порекло. Као дете се уписала на балет, а петнаест година је тренирала плес.
Џејмсонова пише у својој аутобиографији да је у октобру 1990. године, када је имала 16 година и док је породица живела на ранчу у Фромбергу, Монтана, била силована након фудбалске утакмице у гимназији Фромберг. Инцидент се догодио након што је покушала да ауто-стопом стигне кући.
Док је ишла у средњу школу почела је да узима дрогу, кокаин, ЛСД и метамфетамин заједно са братом (који је био зависник од хероина) и њен отац је конзумирао дроге. Њена зависност се погоршала током четири године забављања са дечком Џеком. На крају је престала са правилном исхраном и смршала је на мање од 35 килограма. Раскинула је везу са Џеком током 1994. године. Он је био тату уметник, и урадио јој је неколико тетоважа, од којих ће једна постати њен заштитни знак, два срца која се налазе на њеној десној бутини. Убрзо затим одлази на лечење и одвикавање од дроге. Кад је пријатељ вратио кући, отац који је тада живео у Редингу у Калифорнији, није могао да је препозна.

### Каријера
Кад је имала 18 година, почела је да ради у локалним ноћним клубовима као стриптизета и остварила је многобројне контакте, од којих су јој неки омогућили да постане позната у јавности. Уметничко име јој је било Jennasis, али је касније одабрала име Џена Џејмсон. Први пут се појавила у еротском филму 1993. са глумицом Ники Тајлер. Њени први порнографски (хард кор) филмови и сцене са глумцем Рендијем Вестом појављују се 1994. Up and Cummers 10 и Up and Cummers 11. Џејмсон је 28. јула 1994. уградила имплантате у груди да би их повећала и пре свега због филмске каријере. Исте године, после превазилажења проблема са наркоманијом, проводи неколико недеља са својим оцем и баком, а потом се сели у Лос Анђелес. Њен први филм након тога је Silk Stockings. Ускоро се појавила нага у многим магазинима за мушкарце. Џена је почела да се потпуно фокусира на порнографску индустрију и појавила се у неколико филмова са Стивом Оренстајном (Steve Orenstein), власником Wicked Pictures-а. Потписала је уговор са предузећем и њена каријера је кренула набоље. Према уговору зарадила је $6.000 долара за сваки од осам филмова у првој години. На почетку порно каријере, обећала је да никада неће снимати сцене аналног секса или дупле пенетрације. Уместо тога, годинама њен заштитни знак су сцене оралног секса и лезбијске сцене.
Први велики успех је имала у филму Blue Movie (1995), где је играла порно репортерку. Филм је освојио више AVN награда. Интересантно је да никада није снимила ниједну сцену са тамнопутим глумцима. Када је у једном интервјуу упитана поводом тога, она је изјавила да се није противила томе и да је тако било стицајем околности, јер је по њеним речима било врло мало тамнопутих глумаца у порно индустрији кад је почињала каријеру.
У року од једне године освојила је многобројне награде, укључујући и AVN Best New Starlet награду 1996. године, као и XRCO Starlet of the Year и FOXE Video Vixen награде. У филму Jenna Loves Rocco партнер јој је и познати амерички порнографски глумац Роко Сифреди. Ређала је улоге у познатим порно-филмовима, неки од њих су Satyr, Jenna's Built for Speed, Wicked Weapon и Briana Loves Jenna који је вишеструко награђиван.
Џејмсонова је глумила и у неколико непорнографских филмова, као што је филм Хауарда Стерна Private Parts из 1997. године. Као гост учествује у једној епизоди америчке анимиране серије Породични човек.
Појављује се 2002. у споту за песму Without Me репера Еминема. Исте године Џена Џејмсон је позајмила свој глас порнографској звезди „Candy Suxxx“ у популарној видео игри Grand Theft Auto: Vice City. Од новембра 2005, била је домаћин ријалитија Jenna's American Sex Star на телевизији  Playboy TV, где се будуће порно звезде такмиче за уговор са њеном продуцентском кућом ClubJenna. Победнице за прве две године су Бри Бенет и Рокси Џезел.
Године 2007. Џејмсон је изјавила да се више неће појављивати у порнографским филмовима. У јануару 2008. је потврдила да се повлачи из света порнографије и од тада је навела да „неће урадити ни насловницу за часописе“. У каријери је снимила укупно 161 порно-филм и режирала је четири. Упркос њеној првобитној изјави да се повукла, она је због финансијских проблема наставила порно каријеру у новембру 2013.
Прво појављивање након повратка било је крајем 2013. на сајму Exxxotica у Њу Џерзију. Наредних месеци, вратила се у индустрију за одрасле као веб-кам модел и није снимала сцене у порно-филмовима. Дана 24. јануара 2014, била је водитељка на церемонији доделе XBIZ награде за 2014. годину.

### Аутобиографија
Књига How to Make Love Like a Porn Star: A Cautionary Tale, аутобиографија Џене Џејмсон, објављена је 17. августа 2004. године. Написала је заједно са Нилом Штраусом, сарадником Њујорк тајмса и Ролинг стоуна (објавио ReganBooks). Постала је бестселер и књига је шест недеља била на Њујорк тајмсовој листи. Аутобиографија такође осваја награду XRCO Mainstream's Adult Media Favorite 2004. У месецима после објављивања аутобиографије, била је интервјуисана од познатих медијских кућа Ен-Би-Си, телевизије Фокс и Си-Ен-Ен-а, а књига се појавила и на интернет страницама Њујорк тајмса, Ројтерса и других великих медија.
 Преведена је на више светских језика. На српском језику је преведена под називом „Водите љубав као порно звезда“, на немачки, као Pornostar. Die Autobiographie и шпански под именом Como Hacer El Amor Igual Que Una Estrella Del Porno.
Књига од скоро 600 страна обухвата њену рану каријеру у шоу бизнису, када је живела са дечком у Кану, као и фотографије са њеног другог венчања. У књизи се наводе многи детаљи, о силовању, проблему са дрогом, несрећном првом браку, односима са многим мушкарцима али и женама. Издавач Џудит Реган, такође је извршни продуцент емисије Jenna Jameson's Confessions, емитоване 16. августа 2004, само дан пре објављивања књиге.
У јануару 2007, обелодањена је Џенина жеља да се сними филм о њеној аутобиографији. Навела је да би глумица Скарлет Јохансон била најбоља за водећу улогу.
У априлу 2013, Џејмсон је најавила да ради на измишљеном еротском роману који се зове Sugar (шећер). Роман је објављен 21. октобра 2013. у издању Skyhorse Publishing.

### Приватни живот
Према речима Џене Џејмсон, у прошлости је била бисексуалка. Тврди и да је имала секс са око 100 жена и 30 мушкараца ван екрана у свом животу. Међутим, данас сматра да је „у потпуности хетеро“. Познати момци о којима говори у својој аутобиографији и са којима се забављала су Мерилин Менсон и Томи Ли.
На дан 20. децембра 1996, Џејмсон се удала за редитеља Бреда Армстронга (право име Родни Хопкинс). Брак је формално трајао само 10 недеља, али су због уговора званично разведени тек од 2001.
У лето 1998. упознаје бившег власника порнографског студија Џеја Грдину, за кога се удала 22. јуна 2003. Имали су вилу у Скотсдејлу, у Аризони, купљену 2002. за $2 милиона америчких долара. Августа 2006, потврђено је да су она и Грдина одвојени и разведени. У новембру 2004, Џени је дијагностикован рак коже који је хируршки уклоњен. Убрзо након те дијагнозе доживела је спонтани побачај.
Џена Џејмсон је у августу 2008. изјавила да она и Тито Ортиз (борац у ултимат фајту) очекују близанце који би на свет требало да дођу у априлу 2009.
Шеснаестог марта 2009. Џена Џејмсон је родила близанце, дечаке, назване Џеси Џејмсон Ортиз и Џурни Џет Ортиз. Дана 26. априла 2010, Ортиз је ухапшен због породичног насиља и свађе са Џеном. Тај инцидент се десио у њиховој кући у Хантингтон Бичу, Калифорнија. Џена је потом фотографисана истог дана са превијеном руком, а Ортиз је навео да је она „нестална и зависник од лека оксикодона“. Истрага полиције је остала и даље отворена и није разјашњен инцидент. У мају 2012. је доживела саобраћајну незгоду, пошто је возила под дејством алкохола због чега је била ухапшена. У априлу 2013. је поново била привођена због туче са асистенткињом Бритни Маркхем, коју је оптужила да је поткрада.
Џејмсон и Ортиз су се растали у марту 2013. Ортизу је додељено пуно старатељство над близанцима. Њен отац Лоренс Хенри Масоли, преминуо је 2. октобра 2010. након компликација насталих након уградње троструког бајпаса. Током 2014. је урадила бројне тетоваже и скоро је у потпуности обе руке прекрила тетоважама.
У јуну 2015, Џена је објавила да је из хришћанства прешла у јудаизам, због партнера из Израела Лиора Битона, трговца дијамантима. Џена је одгајана као католикиња али није била религиозна све до брака са Ортизом, који је велики вјерник. У октобру исте године, израелски Канал 2 најавио је ријалити ТВ-серију која би пратила њен прелазак на јудаизам. Џена је, 11. новембра 2016. на свом Твитер профилу објавила да је њен прелазак на јудаизам окончан.
Дана 5. августа 2016. у медијима је објављено да она и Бритон заједно очекују своје прво дете. Њихова ћерка Бател Лу рођена је 6. априла 2017. Након порођаја са породицом се преселила на Хаваје.
Џена је 10. јануара 2022. открила је да пати од полинеуритиса, односно Гилен-Бареовог синдрома, ретког неуролошког поремећаја код кога имуносистем оштећује нервне станице сопственог организма, што може да довести до болова, утрнућа, па све до парализе.

## Пословни успеси и активизам
Године 2000. Џена оснива продуцентску кућу ClubJenna (КлубЏена), такође и сајт ClubJenna.com који је био један од првих порнографских сајтова са више садржаја и великим приходом. Поред слика и видео записа, он пружа експлицитне дневнике и савете људима како да унапреде љубавни живот, па чак и берзанске савете члановима који су регистровани. Сувласница је стриптиз клуба у Аризони, улаже свој новац у разне делатности од мобилне телефоније до видео-игара. Има и своју линију секси играчака. Џена је проширила пословање продајом својих брендираних парфема, ташни, рубља и обуће кроз малопродају преко продаваца попут Saks Fifth Avenue и у Colette бутицима са седиштем у Њујорку. Огласи за њен сајт и филмове доминирају на њујоршком Тајмс скверу, а билборди са њеним сликама достижу висину и до 48 метара.
Дана 22. јуна 2006, предузеће Плејбој је објавило да су купили КлубЏену, уз договор са Џејмсоновом. У јулу 2006. године, постала је прва порнографска глумица која је добила своју воштану фигуру, а изложена је у музеју Мадам Тисо у Лас Вегасу.
Поред успеха на пословном плану, Џена је у медијима сматрана за свестрану личност која је приближила порнографију обичним гледаоцима на сасвим другачији начин, мењајући свест појединаца у конзервативном друштву. Урадила је кратак спот којим промовише хумано поступање према животињама, као део кампање групе за заштиту животиња.
Иако није познато да ли је посебно активна у политици и на некој функцији, Џејмсон подржава правац либерализма и током једног разговора 2007. године открива да је подржала тада њујоршку сенаторку Хилари Клинтон за председника. Потом 2. августа 2012. године подржава Мита Ромнија, наводећи да се веома „радује ако се републиканац врати назад на место председника“. Крајем новембра 2015, Џена је на друштвеној мрежи Твитер подржала Доналда Трампа у трци за председника САД.

## Награде
- 1995.  XRCO за Starlet of the Year (Звезду године)[86]
- 1996. Хот Д'Ор - Најбоља нова америчка глумица[87]
- 1996 АВН награда за најбољу нову глумицу (Видео) – Wicked One, Најбоља сцена секса у пару (Филм) –
- 1996
- 1997. АВН награда за најбољу групну сцену – Jenna Loves Rocco (са Роко Сифредијем), Најбоља сцена секса у пару (Видео) – Conquest (са Винсом Војером)
- 1997 Хот Д'Ор - Најбоља америчка глумица
- 1997  - Омиљени женски извођач од стране фанова[88]
- 1998. АВН награда - Најбоља сцена секса са девојкама (Филм) –
- 1998 Хот Д'Ор - Најбоља америчка глумица – Sexe de Feu, Coeur de Glace[89]
- 1998 [88]
- 1999. Хот Д'Ор - Најбољи амерички филм – Flashpoint[90]
- 2002. Награда KSEXradio за омиљену порно глумицу[91]
- 2003. АВН награда - Најбоља сцена секса са девојкама (Видео) –
- 2003  награда за  –
- 2003  награда - Најбоља сцена секса са девојкама – My Plaything: Jenna Jameson 2[92]
- 2003 Награда KSEXradio за омиљену порно глумицу[93]
- 2004. АВН награда за  –
- 2004  кућа славних, XRCO награда за Mainstream's Adult Media Favorite – How to Make Love Like a Porn Star: A Cautionary Tale[94]
- 2004 Награда KSEXradio за омиљену порно глумицу[91]
- 2005. АВН награда за најбољу глумицу (Филм) – , Најбоља сцена секса са девојкама (Филм) – , Најбоља сцена секса у пару (Филм) – [95]
- 2006. АВН кућа славних, Најбоља споредна улога (Филм) – , Најбоља сцена секса са девојкама (Филм) – ,
- 2006  награда - Најврелије тело и омиљену порно глумицу
- 2006  - Пословна жена године[96]
- 2007. АВН награда за
- 2007  награда - Најомиљенији извођач свих времена[97]
- 2007  награда - Кућа славних[98]

## Филмографија

### Порнографски филмови
| - (1993) - (1994) - (1994) - (1994) - (1994) - (1994) - (1994) - (1995) - (1995) - (1995) - (1995) - (1995) - (1995) - (1995) - (1995) - (1995) - (1995) - (1995) - (1995) - (1995) - (1995) - (1995) - (1995, ) - (1995, ) - (1995, ) - (1995, ) - (1996, ) - (1996, ) - (1996, ) - (1996) - (1996) - (1996) - (1996) - (1996) - (1996) - (1996) - (1996) - (1996) - (1996) (Wicked Pictures) - (1997) - (1997) - (1997) - (1997) - (1997) - (1997) - (1998, ) - (1998, ) - (1998) - (1998) - (1998) - (1998) - (1998, ) - (1999, ) - (1999) - (1999) - (1999) - (1999) - (1999) - (2000) - (2001) - -Briana Loves Jenna}- (2001, ) - (2001, ) - (2001) - (2001) | - (2002, ) - (2002, ) - (2002) - (2002) - (2002, ) - (2003) - (2003) - (2003) - (2003) - (2004) - (2004) - (2004) - (2004) - (2004, ) - (2004, ) - (2004, ) - (2004, ) - (2005, ) - (2005) - (2005) - (2005) - (2005) - (2005) - (2005) - (2005) - (2005) - (2006) - (2006) - (2006) - (2006) - (2006, ) - (2006, ) - (2007, ) - (2008) - (2009) (V) - (2010) () - (1997) - (2000) - (2002) - (2003) - (2005) - (2006) - (2007) - (2008) - (2010) - (2010) - (2002) - (2003) - Еминем у споту за песму (2002) - (1997, E!) - (2000, CBS) - (2001) - (2003, ) - (2005, ) |

- извор

## Галерија
|  |